# Pascal Jansen
Pascal Jansen (Londen, 27 januari 1973) is een Nederlands-Brits voetbaltrainer. Hij was van 5 december 2020 tot 17 januari 2024 hoofdtrainer van AZ. Sinds januari 2025 is hij hoofdtrainer van het Amerikaanse New York City FC.

## Jeugd en achtergrond
Jansen is een zoon van de Britse zangeres Sue Chaloner en de Nederlandse toetsenist Hans Jansen. Hoewel zijn moeder al enkele jaren in Nederland woonde en werkte, koos ze ervoor om haar zoon in Londen ter wereld te brengen. Jansen groeide op in Nederland. Hij kwam als jeugdvoetballer uit voor ZVV, Ajax, AZ, Haarlem en Telstar. Door een zware blessure kwam er echter een voortijdig einde aan zijn spelerscarrière.

## Trainerscarrière
Jansen begon zijn trainerscarrière in 1993 als jeugdtrainer van HFC Haarlem. In 1998 vertrok hij naar de Verenigde Arabische Emiraten om assistent-trainer van Rinus Israël te worden van achtereenvolgens Al-Jazira Club en Al-Wahda FC. Met die laatste club veroverde hij de Beker van de Verenigde Arabische Emiraten.
In 2000 keerde hij weer terug naar Nederland. Hij werd hoofd opleidingen bij Vitesse. In zijn laatste seizoen vervulde hij de dubbelfunctie hoofd opleidingen en trainer van Vitesse/AGOVV A1. Na negen jaar vertrok hij bij de club om bij Sparta Rotterdam aan de slag te gaan. Hier was hij hoofd opleidingen. In 2011 werd hij assistent-trainer van de Rotterdammers. Hij assisteerde 67 wedstrijden Michel Vonk en 1 wedstrijd Peter van den Berg.
In juli 2013 ging hij aan de slag op De Herdgang als trainer van PSV A1. Op 13 mei 2015 werd bekendgemaakt dat Jansen de nieuwe hoofdtrainer werd van Jong PSV. Hij tekende een contract voor twee seizoenen. Hij tekende in december 2016 vervolgens een contract bij PSV waarmee hij per 1 juli 2017 Art Langeler zou opvolgen als hoofd jeugdopleiding van de club. Na een jaar besloot hij echter de functie neer te leggen.
In 2018 liet hij PSV achter zich om als assistent-trainer aan de slag te gaan bij AZ. In eerste instantie als assistent-trainer van John van den Brom en later Arne Slot. Nadat Slot op 5 december 2020 werd ontslagen, werd hij tot het eind van het seizoen aangesteld als hoofdtrainer bij AZ. Op 2 april 2021 werd bekend dat zijn contract bij AZ werd verlengd tot de zomer van 2023. Na een al eerder bereikt mondeling akkoord werd in maart 2023 zijn contract nogmaals verlengd tot medio 2025. Op 17 januari 2024 werd Jansen echter door AZ op straat gezet, wegens tegenvallende resultaten sinds november 2023.
Enkele maanden later ging Jansen aan de slag bij de Hongaarse recordkampioen Ferencváros. Hij tekende een contract tot medio 2026, maar op 31 december maakte de club bekend dat de City Football Group het contract van de hoofdtrainer had afgekocht. Het werd nog niet direct duidelijk wat de vervolgstap van Jansen zou zijn. De City Football Group is onder andere eigenaar van Manchester City, Melbourne City en New York City. Die laatste club had recent haar trainer, Nick Cushing, ontslagen en dus een vacature openstaan. Op 6 januari 2025 werd Jansen officieel gepresenteerd door New York City, waar hij een contract tekende tot 31 december 2028.